# بخش جکسون (شهرستان ماهونینگ، اوهایو)
بخش جکسون (به انگلیسی: Jackson Township) یک منطقهٔ مسکونی در ایالات متحده آمریکا است که در شهرستان ماهونینگ، اوهایو واقع شده‌است.
 بخش جکسون ۶۳٫۵ کیلومتر مربع مساحت و ۲٬۱۱۴ نفر جمعیت دارد و ۳۱۱ متر بالاتر از سطح دریا واقع شده‌است.